# Gesetz zur Bekämpfung der Korruption (2015)
Das Gesetz zur Bekämpfung der Korruption, umgangssprachlich auch Antikorruptionsgesetz oder Korruptionsbekämpfungsgesetz, ist ein Artikelgesetz, das unter Federführung des Bundesministeriums der Justiz und für Verbraucherschutz konzipiert wurde und insbesondere der Bekämpfung der grenzüberschreitenden und internationalen Korruption dienen soll.

## Historie
Das Gesetz wurde am 20. November 2015 von der Bundesregierung der 18. Wahlperiode, vertreten durch den Bundespräsidenten Joachim Gauck, die Bundeskanzlerin Angela Merkel und den Bundesminister der Justiz und für Verbraucherschutz Heiko Maas, ausgefertigt, am 25. November 2015 im Bundesgesetzblatt verkündet und trat gem. Art. 11 KorrBekG am 26. November 2015 in Kraft.

## Inhalt
Die Rechtsvorschrift des Artikel 1 Nummer 5 dieser Rechtsnorm dient der Umsetzung der Richtlinie 2013/40/EU des Europäischen Parlaments und des Rates vom 12. August 2013 über Angriffe auf Informationssysteme und zur Ersetzung des Rahmenbeschlusses 2005/222/JI des Rates (ABl. L 218 vom 14. August 2013, S. 8). Artikel 1 Nummer 14 dieses Gesetzes dient der Umsetzung der Richtlinie 2008/99/EG des Europäischen Parlaments und des Rates vom 19. November 2008 über den strafrechtlichen Schutz der Umwelt (ABl. L 328 vom 6. Dezember 2008, S. 28).
Artikel 1 beschreibt die Änderung des Strafgesetzbuches, Artikel 2 die Änderung des EU-Bestechungsgesetzes, Artikel 3 die Aufhebung des Gesetzes über das Ruhen der Verfolgungsverjährung und die Gleichstellung der Richter und Bediensteten des Internationalen Strafgerichtshofes, Artikel 4 die Änderung des NATO-Truppen-Schutzgesetzes, Artikel 5 die Änderung des Gesetzes zur Bekämpfung internationaler Bestechung, Artikel 6 die Änderung der Abgabenordnung, Artikel 7 die Änderung der Sektorenverordnung, Artikel 8 die Änderung der Vergabeverordnung Verteidigung und Sicherheit und Artikel 9 die Änderung der Strafprozessordnung.
Artikel 10 stellt die Einschränkung von Grundrechten fest und erklärt, dass durch Artikel 1 Nummer 6, 11 und 19 das Grundrecht des Fernmeldegeheimnisses in Artikel 10 des Grundgesetzes für die Bundesrepublik Deutschland, und darüber hinaus durch Artikel 1 Nummer 6 und 19 das Grundrecht der Unverletzlichkeit der Wohnung in Artikel 13 des Grundgesetzes für die Bundesrepublik Deutschland eingeschränkt wird.
Artikel 11 verfügt das Inkrafttreten des Gesetzes mit dem Tag nach seiner Verkündung.